# GFriend
GFriend (en coreà, 여자친구, Yeoja Chingu) és un grup musical femení de Corea del Sud format per 6 integrants i creat per Source Music l'any 2015. Van fer el seu debut amb l'EP Season of Glass el 15 de gener de 2015.
GFriend ha guanyat diversos premis i ha aconseguit un reconeixement des del seu debut, malgrat venir d'una companyia no tan reconeguda en el món del K-Pop.

## Integrants
| Integrants   | Integrants   | Integrants       | Integrants       | Integrants            | Integrants                                    |                                                       |
| Nom artístic | Nom artístic | Nom de naixement | Nom de naixement | Data de naixement     | Lloc de naixement                             | Posició                                               |
| Romanització | Hangul       | Romanització     | Hangul           | Data de naixement     | Lloc de naixement                             | Posició                                               |
| ------------ | ------------ | ---------------- | ---------------- | --------------------- | --------------------------------------------- | ----------------------------------------------------- |
| Sowon        | 소원         | Kim So-jung      | 김소정           | 7 de desembre de 1995 | Seül, Corea del Sur                           | Rapera principal, capdavantera, vocalista, ballarina. |
| Yerin        | 예린         | Jung Ye-rin      | 정예린           | 19 d'agost de 1997    | Incheon, Corea del Sud                        | Vocalista i ballarina.                                |
| Eunha        | 은하         | Jung Eun-bi      | 정은비           | 30 de maig de 1998    | Seül, Corea del Sud                           | Vocalista i ballarina.                                |
| Yuju         | 유주         | Choi Yu-na       | 최유나           | 4 d'octubre de 1998   | Goyang, Província de Gyeonggi, Corea del Sud  | Vocalista principal i ballarina.                      |
| SinB         | 신비         | Hwang Eun-bi     | 황은비           | 3 de juny de 1999     | Cheongju, Chungcheong del Nord, Corea del Sud | Ballarina principal, vocalista.                       |
| Umji         | 엄지         | Kim Ye-won       | 김예원           | 19 d'agost de 1999    | Incheon, Corea del Sud                        | Vocalista, rapera,ballarina i maknae.                 |

## Discografia
| Àlbum d'estudi - 2016: LOL - 2019: Time for Us - 2020: 回:Walpurgis Night EPs - 2015: Season of Glass - 2015: Flower Bud - 2016: Snowflake - 2017: The Awakening - 2017: Parallel - 2018: Time For The Moon Night - 2019: Fever Season - 2020: 回:Labyrinth - 2020: 回:Song of the Sirens | Reedicions - 2017: Rainbow |

## Programes de telerealitat
| Any  | Títol                              | Cadena               | Nota                                              |
| ---- | ---------------------------------- | -------------------- | ------------------------------------------------- |
| 2015 | GFriend! Look After Our Dog        | Skytv                | 12 episodis                                       |
| 2015 | One Fine Day                       | MBC Music            | Filmat a Cebu, Filipines, 4 episodis              |
| 2016 | GFriend - Where R O Going?!        | iMBC, V app, MBCkpop | Filmat a l'illa Jeju, 7 episodis                  |
| 2016 | MAMAMOO x GFriend Showtime         | MBC Every 1          | 8 episodis                                        |
| 2016 | GFriend Loves Europe               | skyTravel            | Filmat a Àustria, Hongria i Eslovènia, 8 episodis |
| 2017 | Living Together in Empty Room      | MBC                  | Totes (ep. 8-11)                                  |
| 2019 | King of Mask Singer                | MBC                  | Yerin (ep. 227-228)                               |
| 2019 | GFriend Summer Vacation in Okinawa | O-Next               | Filmat a l'arxipèlag Okinawa, Japó, 10 episodis   |
| 2020 | GFriend's Memoria                  | Weverse              | En emissió                                        |